# Cop Secret
Cop Secret (originalment en islandès, Leynilögga) és una pel·lícula de comèdia d'acció islandesa del 2021 dirigida per Hannes Þór Halldórsson a partir d'un guió que va coescriure juntament amb Nína Pedersen i Sverrir Þór Sverrisson. La pel·lícula és protagonitzada per Auðunn Blöndal, Egill Einarsson, Björn Hlynur Haraldsson i Steinunn Ólína Þorsteinsdóttir. Està doblada i subtitulada en català.
La pel·lícula es basa en un tràiler de pel·lícula fals fet per Auðunn, Hannes i Sverrir Þór Sverrisson per a un programa de televisió el 2011. El tràiler comptava amb Gísli Örn Garðarsson, Hjalti Árnason, Ingvar Eggert Sigurðsson, Hörður Magnússon i Hermann Gunnarsson.

## Sinopsi
Un policia (Auðunn Blöndal), negant la seva sexualitat, s'enamora de la seva nova parella (Egill Einarsson), mentre investiga una sèrie d'atracaments a bancs on sembla que no s'hagi robat res.

## Repartiment
- Auðunn Blöndal com a Bussi
- Egill Einarsson com a Hörður
- Steinunn Ólína Þorsteinsdóttir com a Þorgerður
- Vivian Ólafsdóttir com a Stefanía
- Sverrir Þór Sverrisson com a Klemenz
- Björn Hlynur Haraldsson com a Rikki
- Júlíana Sara Gunnarsdóttir com a Lilja
- Gunnar Hansson com a Softý
- Jón Gnarr com a Jón Gnarr
- Rúrik Gíslason[5]
- Bríet[5]
- Jón Jónsson[5]
- Guðmundur Benediktsson com ell mateix